# Galeodes arabs siriacus
Galeodes arabs siriacus es una subespecie de arácnido  del orden Solifugae de la familia Galeodidae.

## Distribución geográfica
Se encuentra en el oeste de Asia.